# Taça dos Vencedores de Taças de Hóquei em Patins
A Taça das Taças era uma competição europeia de clubes de Hóquei em Patins.
Era a segunda competição mais importante do CERH, ficando atrás da Liga Europeia de Hóquei em Patins e à frente da Taça CERS em termos de importância.
Esta competição foi criada em 1976 e após a época 1995/96 fundiu-se com a Taça CERS.

## Campeões
Fonte
| Época   | Campeão         | Vice-campeão      | Resultado           |
| ------- | --------------- | ----------------- | ------------------- |
| 1976–77 | AD Oeiras       | CE Arenys de Munt | 4–2 / 4–2 (a.e.t.)  |
| 1977–78 | AD Oeiras       | CP Voltregà       | 3–2 / 3–3           |
| 1978–79 | AD Oeiras       | CP Voltregà       | 10–1 / 6–3          |
| 1979–80 | AFP Giovinazzo  | HC Sentmenat      | 14–4 / 11–4         |
| 1980–81 | Sporting CP     | Cibeles Oviedo    | 7–2 / 4–1           |
| 1981–82 | FC Porto        | Sporting CP       | 13–4 / 8–7          |
| 1982–83 | FC Porto        | SL Benfica        | 2–2 / 5–5 (2-1 pso) |
| 1983–84 | Reus Deportiu   | SL Benfica        | 6–4 / 5–4           |
| 1984–85 | Sporting CP     | RESG Walsum       | 8–4 / 1–1           |
| 1985–86 | AD Sanjoanense  | Sporting CP       | 3–3 / 9–6           |
| 1986–87 | FC Barcelona    | Hockey Novara     | 4–3 / 5–3           |
| 1987–88 | AA Noia         | Amatori Lodi      | 11–5 / 4–8          |
| 1988–89 | Roller Monza    | FC Porto          | 6–3 / 7–3           |
| 1989–90 | HC Liceo Coruña | RH Rolta Louvain  | 2–8 / 22–1          |
| 1990–91 | Sporting CP     | Hockey Novara     | 6–7 / 5–2           |
| 1991–92 | Roller Monza    | CP Voltregà       | 3–3 / 6–5           |
| 1992–93 | OC Barcelos     | SC Thunerstern    | 0–8 / 6–3           |
| 1993–94 | Amatori Lodi    | CP Voltregà       | 3–4 / 6–2           |
| 1994–95 | Roller Monza    | Amatori Lodi      | 6–1 / 3–4           |
| 1995–96 | HC Liceo Coruña | Amatori Lodi      | 5–2 / 7–3 (a.e.t.)  |

## Performances

### Por Equipa
| Equipa            | Vit. | Fin. | Vitórias (anos)  | Finalista Vencido (anos) |
| ----------------- | ---- | ---- | ---------------- | ------------------------ |
| Sporting CP       | 3    | 2    | 1981, 1985, 1991 | 1982, 1986               |
| AD Oeiras         | 3    | 0    | 1977, 1978, 1979 | –                        |
| Roller Monza      | 3    | 0    | 1989, 1992, 1995 | –                        |
| FC Porto          | 2    | 1    | 1982, 1983       | 1989                     |
| HC Liceo Coruña   | 2    | 0    | 1990, 1996       | –                        |
| Amatori Lodi      | 1    | 3    | 1994             | 1988, 1995, 1996         |
| AFP Giovinazzo    | 1    | 0    | 1980             | –                        |
| Reus Deportiu     | 1    | 0    | 1984             | –                        |
| AD Sanjoanense    | 1    | 0    | 1986             | –                        |
| FC Barcelona      | 1    | 0    | 1987             | –                        |
| AA Noia           | 1    | 0    | 1988             | –                        |
| OC Barcelos       | 1    | 0    | 1993             | –                        |
| CP Voltregà       | 0    | 4    | –                | 1978, 1979, 1992, 1994   |
| SL Benfica        | 0    | 2    | –                | 1983, 1984               |
| Hockey Novara     | 0    | 2    | –                | 1987, 1991               |
| CE Arenys de Munt | 0    | 1    | –                | 1977                     |
| HC Sentmenat      | 0    | 1    | –                | 1980                     |
| Cibeles Oviedo    | 0    | 1    | –                | 1981                     |
| RESG Walsum       | 0    | 1    | –                | 1985                     |
| RH Rolta Louvain  | 0    | 1    | –                | 1990                     |
| SC Thunerstern    | 0    | 1    | –                | 1993                     |

## Por País
| Equipa   | Vitórias | Clubes Vencedores                                                                 | Finalistas Vencidos | Clubes vencidos                                                              |
| -------- | -------- | --------------------------------------------------------------------------------- | ------------------- | ---------------------------------------------------------------------------- |
| Portugal | 10       | AD Oeiras (3), Sporting CP (3), FC Porto (2), AD Sanjoanense (1), OC Barcelos (1) | 5                   | Sporting CP (2), SL Benfica (2), FC Porto (1)                                |
| Espanha  | 5        | HC Liceo Coruña (2), Reus Deportiu (1), FC Barcelona (1), AA Noia (1)             | 7                   | CP Voltregà (4), CE Arenys de Munt (1), HC Sentmenat (1), Cibeles Oviedo (1) |
| Itália   | 5        | Roller Monza (3), AFP Giovinazzo (1), Amatori Lodi (1)                            | 5                   | Amatori Lodi (3), Hockey Novara (2)                                          |
| Alemanha | 0        |                                                                                   | 1                   | RESG Walsum (1)                                                              |
| Bélgica  | 0        |                                                                                   | 1                   | RH Rolta Louvain (1)                                                         |
| Suíça    | 0        |                                                                                   | 1                   | SC Thunerstern (1)                                                           |